# La Perseveranza

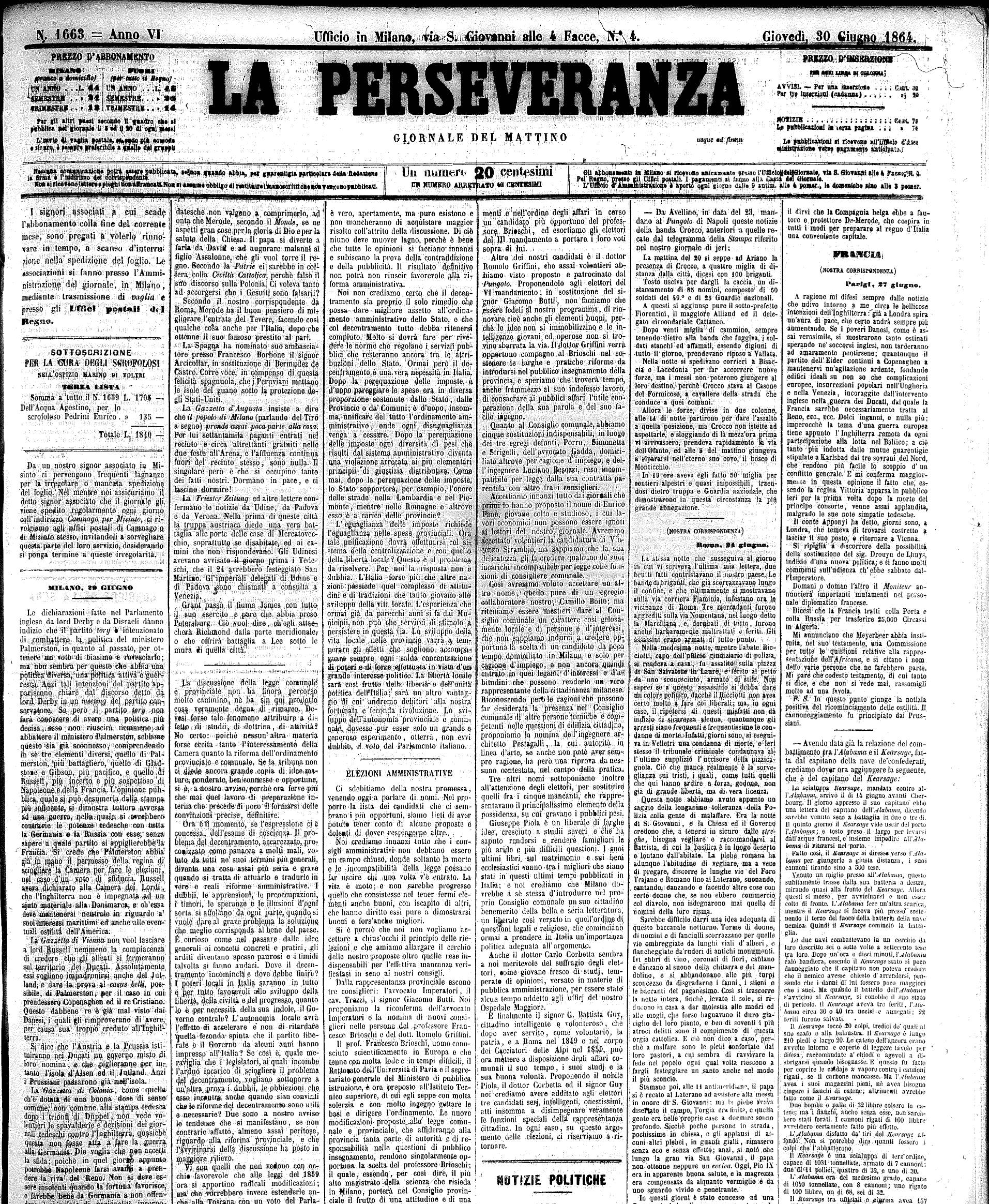
«La Perseveranza» del 30 giugno 1864.

La Perseveranza fu un quotidiano italiano pubblicato a Milano dal 1859 al 1922.

## Storia
Il giornale fu fondato a Milano pochi giorni dopo l'annessione della Lombardia al Regno di Sardegna da un gruppo di liberali e monarchici, membri delle famiglie patrizie milanesi, sostenitori della politica cavouriana. Tra di essi figurarono: Giovanni Visconti Venosta, Gaetano Negri e Stefano Jacini, tutti membri dell'Associazione costituzionale. Il capitale versato fu di 300.000 lire, somma considerevole per un'impresa editoriale dell'epoca. Il primo numero uscì il 20 novembre 1859. Sotto la testata fu apposto il motto "Usque ad finem".
Stampato in formato lenzuolo, era strutturato sul modello del parigino Journal des Débats. Costava 20 centesimi, vale a dire 4 volte il prezzo degli altri giornali. Nato come espressione del circolo dell'Unione, divenne ben presto il giornale di riferimento delle correnti moderate e monarchiche del ceto dirigente milanese.
Dalla fondazione sino al 1866 fu diretto da Pacifico Valussi. A Valussi seguì Ruggiero Bonghi, che fece salire la tiratura fino a circa diecimila copie.
Osservatore attento della vita politica italiana, Ruggiero Bonghi cercò di opporsi, dalle colonne del quotidiano milanese, al processo di frantumazione regionale della Destra, iniziato fra il 1862 e il 1864 con il dissidio tra il "partito piemontese" ed esponenti della nobiltà fiorentina (il "partito toscano"), e al ricorrente sistema delle crisi extraparlamentari, che giudicava una delle cause principali della debolezza delle nuove istituzioni rappresentative. Nel 1872 il giornalista antirisorgimentale padovano Alessio De Besi (1842-1893) satireggiò il giornale ribattezzandolo la serve e pranza, poiché considerava i suoi autori come scribacchini pagati dai potenti.
In questo senso La Perseveranza contribuì a fare dello schieramento moderato lombardo il gruppo più ortodosso e coerente del partito conservatore, consapevole della necessità di un superamento delle divisioni di vecchia e più recente data all'interno della Destra storica.
La sezione culturale, molto curata, ebbe tra le maggiori firme Diego Sant'Ambrogio, per la critica d'arte, e Francesco Novati per la critica letteraria.
Il quotidiano fu chiuso il 20 maggio 1922.

## Direttori
- Pacifico Valussi (1859-1866)
- Ruggiero Bonghi (1866-1874)
- Carlo Landriani (1875-1905)[6]
- Attilio Fontana

…
- Tomaso Borelli ( - 1922)